# Miklós Radnóti

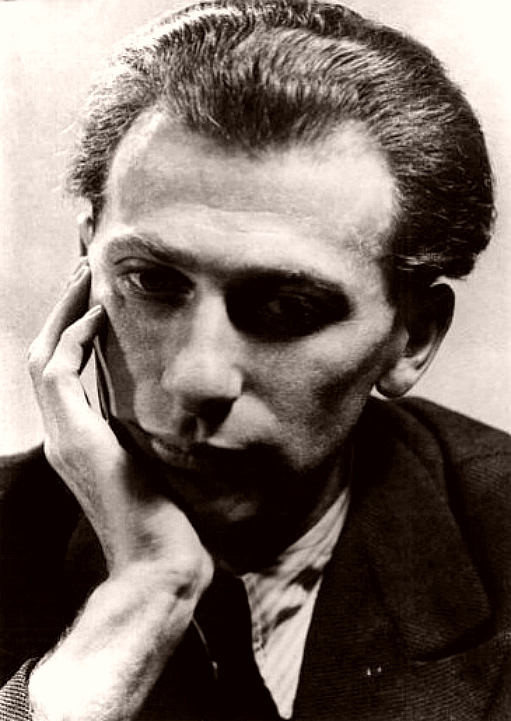
Scriitorul şi poetul Miklós Radnóti

Miklós Radnóti (n. 1909 – d. 1944) a fost un scriitor maghiar.